# Porcupine Tree
Porcupine Tree britanski je rock-sastav koji je 1987. godine osnovao glazbenik Steven Wilson. Grupa je u početku bila samostalni glazbeni projekt te je tako Wilson bio autor svih njezinih pjesama. Međutim, krajem 1993. godine odlučio je pretvoriti projekt u punopravnu skupinu, pa su tako njegovi česti suradnici – klavijaturist Richard Barbieri, basist Colin Edwin i bubnjar Chris Maitland – zajedno oformili prvu pravu postavu sastava. Ta je postava, s Wilsonom kao pjevačem i gitaristom, trajala do veljače 2002. godine, kad je Maitland napustio grupu, a zamijenio ga je Gavin Harrison.
Rani zvuk Porcupine Treeja isticao se stilom psihodeličnog rocka usporedivim s onim progresivne rock grupe Pink Floyd. Nakon što je potpisala ugovor s diskografskom kućom Kscope koncem 1990-ih, glazbeni stil skupine približio se alternativnom rocku koji je bio bliži glavnoj struji. Početkom 2000-ih sastav je potpisao ugovor s većim izdavačem i ponovo promijenio glazbeni stil, ovog puta prigrlivši elemente progresivnog metala.
Nakon objave desetog studijskog albuma The Incident, koji je postao komercijalno najuspješniji uradak grupe, i njegove naknadne promidžbene turneje, Porcupine Tree prestao je s radom jer se Wilson posvetio svojim samostalnim uradcima, a ostali su se članovi počeli baviti svojim zasebnim projektima. Godine 2018. Wilson je izjavio da se skupina više neće okupiti; međutim, 2021. se ipak ponovno okupila, no u okupljanju nisu sudjelovali Edwin i Maitland. Skupina je najavila da će njezin jedanaesti studijski album Closure / Continuation biti objavljen 24. lipnja 2022.
Tijekom karijere Porcupine Tree dobio je pohvale kritičara i suvremenih glazbenika, stekao mnogo obožavatelja i postao uzor novim izvođačima. Međutim, njegovi uradci uglavnom nisu ušli u glavnu struju, te su ga zato časopisi poput Classic Rocka i PopMattersa opisali kao "najvažniji sastav za koji nikad niste čuli."

## Povijest

### Početci (1987. – 1991.)
Porcupine Tree nastao je 1987. kao lažni suradnički projekt Stevena Wilsona i Malcolma Stocksa. Djelomično nadahnuti psihodeličnim/progresivnim grupama iz 1970-ih koje su vladale glazbenom scenom dok su bili djeca, kao što je Pink Floyd, ta su dvojica odlučila osnovati fikcionalnu legendarnu rock skupinu pod imenom The Porcupine Tree. Izmislili su detaljnu priču o njoj u kojoj su navodili i informacije o njezinim članovima i nazivima albuma, ali su prepričavali i njezinu "šaroliku" povijest u kojoj se spominju događaji poput upoznavanja na festivalu rock glazbe tijekom 1970-ih i nekolicine odlazaka u zatvor. Čim je uštedio dovoljno novca za kupnju vlastite studijske opreme, Wilson je snimio nekoliko sati glazbe kako bi "dokazao" kako grupa doista postoji. Iako je Stocks pridonio projektu obrađenim vokalima i eksperimentalnim sviranjem gitare, njegova uloga u njemu uglavnom se svodila na povremeno davanje prijedloga, dok je velik dio materijala skladao, snimio, svirao i pjevao Wilson.
U to je vrijeme Porcupine Tree bio više poput zabavne šale nego sastava, a sam se Wilson posvećivao svojem drugom projektu, No-Manu, u kojem je surađivao s pjevačem i kantautorom Timom Bownessom. Međutim, do 1989. Wilson je zaključio da je dio glazbe Porcupine Treeja utrživ. Služeći se imenom Porcupine Tree Wilson je snimio kasetu Tarquin's Seaweed Farm. Ne zapostavljajući izvornu humorističnost grupe Wilson je uz kazetu priložio knjižicu od osam stranica u kojoj su bili izneseni dodatni lažni podatci o Porcupine Treeju, među kojima su i aludiranja na izmišljene članove skupine kao što su Sir Tarquin Underspoon i Timothy Tadpole-Jones.
Wilson je poslao primjerke Tarquin's Seaweed Farma nekolicini ljudi za koje je smatrao da će biti zainteresirani u snimke. Nick Saloman, kultni britanski gitarist poznatiji kao The Bevis Frond, predložio mu je da jedan primjerak pošalje Richardu Allenu, jednom od autora kontrakulturnog časopisa Encyclopaedia Psychedelica i jednom od glavnih urednika britanskog psihodeličnog garage rock časopisa Freakbeat. Allen je napisao recenziju o uratku u obama časopisima. Iako mu se dio materijala nije sviđao, većem je dijelu uratka dao pozitivne kritike. Nekoliko mjeseci kasnije Allen je zamolio Wilsona da jednom skladbom doprinese dvostrukom albumu A Psychedelic Psauna, koji je nastao kako bi se moglo pokrenuti novu diskografsku kuću Delerium. Allen je kasnije postao menadžer sastava, njegov reklamni agent i promotor te je na tim položajima bio sve do 2004. godine, dok se njegova uloga u reklamiranju skupine počela smanjivati nakon objave albuma The Sky Moves Sideways. U međuvremenu je Wilson nastavio raditi na novom materijalu. Godine 1990. objavio je EP Love, Death & Mussolini, koji je bio izdan u vrlo ograničenoj nakladi od 10 primjeraka. EP je i danas veliki raritet. Sastojao se od devet tada prethodno neobjavljenih skladbi koje su najavljivale nadolazeći drugi album. Iduće je godine Wilson objavio drugu kazetu Porcupine Treeja, The Nostalgia Factory, koja je dodatno povećala podzemni krug obožavatelja grupe, iako je sastav tada još uvijek tvrdio da ga čine legende rocka iz 1970-ih. U to je vrijeme Porcupine Tree postao pravi samostalni projekt jer se Stocks odlučio posvetiti drugim aktivnostima.

### Doba s Deleriumom (1991. – 1997.)

#### On the Sunday of Life...
Uz kompilaciju A Psychedelic Psauna, koja je sadržavala pjesmu "Linton Samuel Dawson" Porcupine Treeja, novoosnovana diskografska kuća Delerium, koju su pokrenuli urednici Freakbeata Richard Allen i Ivor Trueman, odlučila je ponovno objaviti kazete Tarquin's Seaweed Farm i The Nostalgia Factory. Dvjesto primjeraka svake kazete bilo je prodano putem Freakbeatove usluge poštanske narudžbe The Freak Emporium, te je ubrzo Porcupine Tree postao poznat kao tajnoviti novi izvođač u tada podzemnoj britanskoj sceni psihodelične glazbe.
Ubrzo nakon toga Wilson je potpisao ugovor s Deleriumom i tako postao jedan od prvih glazbenika tog izdavača. Prvi uradak objavljen nakon tog događaja jest album koji je kompilirao najbolji materijal s njegovih dviju kazeta, izdan sredinom 1992. pod imenom On the Sunday of Life.... Bio je to jedan od naziva s dugačkog popisa mogućih besmislenih naziva koje je skupio Richard Allen. Ostatak glazbe s izvornih snimki bio je objavljen na kompilaciji Yellow Hedgerow Dreamscape u ograničenoj nakladi.
Godine 1992. Delerium je objavio On the Sunday of Life... u gatefold inačici od 1000 primjeraka. Album se dobro prodavao, pogotovo u Italiji, neko se vrijeme objavljivao na gramofonskim pločama, ali nakon toga se sve do danas objavljivao samo na CD-u. Na albumu se pojavio budući favorit obožavatelja na koncertima i česta skladba na bisu, "Radioactive Toy". Do 2000. godine On the Sunday of Life... prodan je u više od 20.000 primjeraka. On the Sunday of Life... izvorno su trebale činiti četiri ploče/dva CD-a koji bi sadržavali sadržaje obiju kazeta u cijelosti, ali, prema Wilsonovim riječima, na koncu se sastojao od najboljih pjesama s kazeta. Godine 2004. Wilson je remiksao i remasterirao sve tri kazete i objavio ih u box setu od 3 CD-a pod imenom Footprints: Cassette Music 1988-1992. Taj je box set bio podijeljen samo njegovim članovima obitelji i prijateljima.

#### Up the Downstair
Dok je uspjeh Porcupine Treeja rastao, Wilsonov su drugi sastav, No-Man, počeli uvelike hvaliti britanski novinari, zbog čega je skupina 1991. godine potpisala ugovor s glavnim britanskim nezavisnim izdavačem, što je dovelo do ugovora s One Little Indian Recordsom i Epic 440/Sonyjem u SAD-u. No-Manov uspjeh omogućio je Wilsonu da napusti svoj redoviti posao i posveti se isključivo glazbi. Sva je Deleriumova izdanja objavio Hit & Run, čiji je izvršni direktor Dave Massey potpisao ugovor s No-Manom i postao usko povezan s Wilsonovim projektom Porcupine Tree.
Drugi je album Porcupine Treeja, Up the Downstair, bio objavljen u svibnju 1993. godine. I taj je album izvorno trebao biti dvostruki; drugi je CD trebao zauzimati "Voyage 34", ali je naknadno bilo odlučeno da će biti objavljena samostalno kao singl. Album je dobio pohvale kritičara, a Melody Maker opisao ga je kao "psihodelično remek-djelo... jedan od albuma godine." Uradak je nastavio spajati elektroničku glazbu s rockom te su se na njemu kao gostujući glazbenici pojavili budući članovi Porcupine Treeja: Richard Barbieri, iz art rock sastava Japan, i Colin Edwin.
U studenom 1993. Voyage 34 ponovno je objavljen uz dodatni dvanaestoinčni singl koji je sadržavao Astralasijin remiks pjesme. Album se uspio naći na indie ljestvici NME-a i ondje ostati šest tjedana; u glazbenom podzemlju postao je klasik za opuštanje usprkos tome što se nije reproducirao na radiju.

#### The Sky Moves Sideways
Popularnost Porcupine Treeja narasla je do te mjere da je Wilson želio početi održavati koncerte. Tako je u prosincu 1993. sastav počeo nastupati uživo s pjevačem i gitaristom Stevenom Wilsonom, basistom Colinom Edwinom, bubnjarem Chrisom Maitlandom i klavijaturistom Richardom Barbierijem.
Porcupine Tree - The Sky Moves Sideways (Phase One)

Sva tri nova člana skupine radila su s Wilsonom na raznim projektima prethodnih godina, pogotovo Barbieri i Maitland, koji su činili koncertnu postavu No-Mana. Prvi koncertni album nove postave, Spiral Circus, sadržavao je snimke s njezina prva tri koncerta, među kojima je bio i nastup na radiostanici BBC Radio One.
Sljedeći album Porcupine Treeja objavljen je tek početkom 1995., ali mu je prethodio EP Moonloop, na kojem su posljednje dvije skladbe bile snimljene tijekom snimanja samog albuma te su bile prve snimke na kojima je nastupala nova grupa. Treći studijski album sastava, The Sky Moves Sideways, bio je uspješan kod obožavatelja progresivnog rocka te je tako Porcupine Tree bio prozvan Pink Floydom 1990-ih. Wilsonu je to kasnije teško palo te je izjavio: "Ne mogu utjecati na to. Istina je da sam tijekom snimanja The Sky Moves Sidewaysa malo previše pokušavao zadovoljiti obožavatelje Pink Floyda koji su nas slušali jer ta grupa više nije pravila albume. Žao mi je zbog toga."
The Sky Moves Sideways isticao se opsežnim melodičnim zvukovljem i eksperimentiranjem s ambijentalnim rockom, ali je na koncu bio prijelazni uradak čija je jedna polovica bila snimljena prije nastanka skupine, dok je druga nastala nakon toga. Velik dio albuma zauzela je 35-minutna naslovna skladba, koju je jednom prilikom Wilson želio proširiti tako da zauzme cijeli prostor na albumu. Alternativna inačica pjesme, u kojoj su neki dijelovi glazbe bili izrezani, pojavila se na remasteriranoj inačici albuma iz 2004. godine. Također se pojavila na ljestvicama NME-a, Melody Makera i Music Weeka. Uz EP Moonloop to je bio prvi uradak Porcupine Treeja objavljen u Americi, u kojoj je bio obljavljen u jesen 1995. godine, te je dobio pohvale novinara s obje strane Atlantika. Skupina je iste godine podržala album nekolicinom koncerata na raznim većim mjestima u Velikoj Britaniji, Nizozemskoj, Italiji i Grčkoj.

#### Signify
Djelomično nezadovoljan time što je The Sky Moves Sideways napola bio grupni, a napola samostalan rad, Porcupine Tree brzo je odlučio snimiti prvi punopravni grupni album. Wilson je priznao da mu se oduvijek "sviđala ideja rock sastava" jer "grupe imaju određenu vrstu glamura, privlačnosti i romantičnosti koje samostalni projekti jednostavno nemaju." Skupina je iduće godine sporadično radila kako bi razvila čvršći i ambiciozniji rock zvuk.
Porcupine Tree - Every Home Is Wired

Nakon objave prvog pravog singla Porcupine Treeja, "Waiting", koji se pojavio na svim britanskim indie ljestvicama, ali i na nacionalnoj britanskoj ljestvici te se puštao diljem Europe, četvrti studijski album, Signify, objavljen je u rujnu 1996. godine. Činila ga je mješavina instrumentalnih skladbi i melodija koje su bile strukturirane poput popularnih pjesama te je spajao razne žanrove rock glazbe s avangardnim stilovima kao što je krautrock. Wilson je komentirao kako je zadovoljan glazbenim stilom albuma: "...Pjesme poput 'Every Home Is Wired' i 'Dark Matter' u potpunosti nadilaze žanr i usporedbe. Vjerujem da stvaramo potpuno originalnu vrstu glazbe koja će obilježiti 1990-te, ali čiji su korijeni i dalje u progresivnoj glazbi." Glazbenici su bili navedeni kao autori nekih skladbi, a pogotovo na pjesmi "Intermediate Jesus", koja je nastala tijekom neobavezne svirke kasnije objavljene na albumu Metanoia krajem 1998. godine. Europski su mediji pokazali veliko zanimanje za sastav tijekom objave navedenog albuma.
U ožujku 1997. grupa je održala tri noćna koncerta u Rimu pred publikom od više od 5.000 ljudi. Sva su tri nastupa bila snimljena za koncertni album Coma Divine – Recorded Live in Rome iz 1997. godine; navedenim se albumom Porcupine Tree oprostio od Delerium Recordsa, koji je smatrao da mu više ne može pružiti potrebne resurse za daljnji rast i svjetsku popularnost. Koncem 1997. prva tri albuma Porcupine Treeja bila su remasterirana i ponovno objavljena. Signify je također bio objavljen u SAD-u, a objavila ga je diskografska kuća Ark 21 Milesa Copelanda.

### Godine sa Snapperom (1998. – 2001.)

#### Stupid Dream
Wilson, Barbieri, Edwin i Maitland cijelu su 1998. godinu proveli snimajući svoj peti studijski album, na kojem su skladbe sastava strukturalno postale sličnije tipičnim pjesmama. Wilson je to potvrdio jer ga je u to vrijeme bio "više zanimalo skladanje pjesama u umjetničkom smislu nego stvaranje zvukovlja" te je dodao da su ga nadahnuli Pet Sounds The Beach Boysa, Todd Rundgren, Crosby, Stills, Nash & Young i "sve na čemu je pjevala dobra grupa izvođača". Također je napomenuo da ga je "zainteresirala ideja pop skladbe kao vrste eksperimentalne simfonije".
Porcupine Tree - Pure Narcotic

Grupa je snimila album dok nije imala ugovor s diskografskom kućom, ali ga je sklopila sa Snapperom/Kscopeom prije nego što je objavila Stupid Dream u ožujku 1999. Album je podržao turnejom u Ujedinjenom Kraljevstvu, Italiji, Grčkoj, Nizozemskoj, Belgiji, Švicarskoj, Njemačkoj, Francuskoj, Poljskoj i SAD-u. Tri singla s uratka, "Piano Lessons", "Stranger by the Minute" i "Pure Narcotic", pojavila su se u glavnoj struji diljem SAD-a i Europe i našla se na britanskim indie ljestvicama te radijskim popisima za reprodukciju. Iako je album označio odmak od prijašnjeg glazbenog stila, skupini je donio novostečenu popularnost i postao njezin najprodavaniji i kritički najprihvaćeniji album do tog vremena.

#### Lightbulb Sun
Šesti studijski album Porcupine Treeja, Lightbulb Sun, dovršen u veljači 2000., a kojem je gudačkim aranžmanom pridonio Dave Gregory iz XTC-a, nastavio je nadograđivati na mješavinu pjesama, stvaranje zvukovlja i dinamiku rocka koji su se pojavili na Stupid Dreamu. Objavljen je u svibnju 2000. godine, a prethodio mu je singl "Four Chords That Made a Million". Rasprodanim koncertom u londonskom klubu Scala započeo je manji niz nastupa po Ujedinjenom Kraljevstvu, nakon kojih je kasnije iste godine sastav nastupio na nekoliko europskih festivala, ali je otišao i na veću turneju na kojoj je bio predgrupa Dream Theateru. Skupina je ostala na turneji sve do kraja 2000. godine i početka 2001. te je tijekom nje prvi put nastupila na više mjesta u Njemačkoj. Posebna inačica Lightbulb Suna objavljena na dva CD-a bila je objavljena u Izraelu i Njemačkoj.
U svibnju je sastav objavio kompilaciju B-strana Recordings, na kojoj se našlo devet pjesama koje su nastale u vrijeme snimanja Stupid Dreama i Lightbulb Suna, ali koje se nisu pojavile na navedenim albumima. Istog je mjeseca Porcupine Tree održao tri koncerta kao predgrupa Marillionu poimence u Francuskoj, Njemačkoj i Nizozemskoj. U lipnju je skupina održala kraću američku turneju, započevši ju na NEARfestu u Pennsylvaniji, a završivši ju rasprodanim koncertom u The Bottom Lineu u New Yorku. Ubrzo nakon toga grupa je najavila da je potpisala novi međunarodni ugovor s Lavom/Atlantic Recordsom.

### Godine s Lavom (2002. – 2005.)

#### In Absentia
Prva i jedina promjena u postavi Porcupine Treeja dogodila se u veljači 2002. godine kad ga je nakon osam godina napustio bubnjar Chris Maitland. Skupini se tada pridružio bubnjar i dugogodišnji poznanik Gavin Harrison. U ožujku 2002. objavljen je box set koji je sadržavao rani rad grupe pod imenom Stars Die: The Delerium Years 1991-1997, a ona je sama započela snimati svoj prvi album za većeg izdavača, odabirući neke od trideset pjesama koje je Wilson napisao u prethodne dvije godine. Snimanje se održavalo u studiju Avatar Studios u New Yorku i Londonu, a u stvaranju albuma uvelike su sudjelovali i inženjer zvuka Paul Northfield te Dave Gregory koji je bio zaslužan za gudačke aranžmane. Album je u Los Angelesu tijekom svibnja miksao Tim Palmer.
Rezultirajući album, In Absentia, Lava Records objavio je u rujnu 2002. godine. Sastav je također objavio i inačicu albuma s 5.1 surround zvukom koji je miksao producent Elliot Scheiner. Ta je inačica albuma osvojila nagradu za najbolji 5.1 miks na dodjeli nagrada Surround Sound Music u Los Angelesu 2004. godine.
Kako bi podržala album, skupina je otišla na četiri turneje po Europi i Sjevernoj Americi, a na jednoj od njih nastupali su sa švedskom metal grupom Opeth. Na turneji novu je postavu sastava proširio dodatni koncertni pjevač i gitarist John Wesley. Tijekom tih turneja glazba Porcupine Treeja na nastupima bila je poduprijeta mračnim i nadrealnim spotovima koje je izradio redatelj i fotograf Lasse Hoile, koji je bio autor i naslovnice za In Absentiju. Dugotrajna promidžbena kampanja za In Absentiju završila je 30. studenog 2003. godine kad je sastav održao rasprodani koncert u London Astoriji.
Porcupine Tree - Blackest Eyes

Tijekom 2003. Porcupine Tree osnovao je vlastitu diskografsku kuću, Transmission, čija se internetska prodavaonica nalazila na stranicama izdavača Burning Shed. Prvi uradak koji je objavio Transmission label bila je studijska sesija koja je bila snimljena za  XM Radio u Washingtonu, dok je 2004. godine bila objavljena snimka s poljskog radija iz 2001. godine. Skupina se koristila tom diskografskom kućom kako bi objavila dodatne uratke kao što su EP-ovi, demouradci i koncertne snimke. K tome, 2003. godine započeli su ponovno objavljivati i remasterirati svoje uratke, te su tako mnogi raniji albumi bili prošireni na dva CD-a. Među tim su se reizdanjima pojavile ponovno snimljene i remiksane inačice albuma Up the Downstair, The Sky Moves Sideways i Signify na dva CD-a te reizdanja Stupid Dreama i Lightbulb Suna, čiji su CD-ovi sadržavali novi stereo miks i DVD-Audio s 5.1 surround miksom.

#### Deadwing
Porcupine Tree - Lazarus

Početkom 2004. skupina je počela snimati sljedeći album, Deadwing, svoj drugi za izdavače Lava/Atlantic. Album je bio nadahnut scenarijem koji su napisali Wilson i njegov prijatelj redatelj Mike Bennion. Snimanje je bilo dovršeno u studenom 2004. te je Deadwing bio objavljen u Europi i SAD-u tijekom proljeća 2005. u stereo i 5.1 surround inačici, a prije njega bila su objavljena dva singla: "Shallow" u SAD-u i "Lazarus" u Europi. Gostujući glazbenici na albumu bili su Adrian Belew iz King Crimsona i Mikael Åkerfeldt iz Opetha te je bio komercijalno uspješan, djelomično zbog česte reprodukcije pjesme "Shallow", čiji je najviši položaj bio na 26. mjestu Billboardove ljestvice Hot Mainstream Rock Tracks. K tome, "Lazarus" se našao na 91. mjestu Top 100 njemačkih singlova. "Shallow" se našao i u glazbi za film Četiri brata.
Album je osvojio nagradu Surround Music za "najbolji uradak načinjen za surround" iste godine kad je bio objavljen te je bio proglašen drugim najboljim albumom 2005. godine u Sound & Visionu, najrasprostranjenijem američkom časopisu koji se bavi tematikom kućnom elektronikom i zabavom. Porcupine Tree objavio je Deadwing u Japanu 22. ožujka 2006. te je tako to postavo njegov prvi album objavljen u toj državi.
Promidžbena turneja za album započela je u Ujedinjenom Kraljevstvu krajem ožujka. Mike Bennion stvorio je stranicu na Myspaceu posvećenu potencijalnom filmu Deadwing, na kojoj je objavio prvih 15 stranica scenarija te je na nju priložio i trailer. Međutim, iako je scenarij dovršen, projekt je i dalje neaktivan zbog manjka financijskih sredstava.

### Godine s Roadrunnerom (2006. – 2010.)

#### Fear of a Blank Planet
Porcupine Tree - Fear of a Blank Planet

U kolovozu 2006. godine Porcupine Tree objavio je da je potpisao ugovor s Roadrunner Recordsom. Prije nego što je Roadrunner objavio njegov prvi album, sastav je 10. listopada 2006. godine objavio svoj prvi koncertni DVD, Arriving Somewhere.... Popratila ga je kraća turneja tijekom čije je prve polovice grupa svirala 50 minuta novog materijala s nadolazećeg albuma. U Europi joj je predgrupa bio švedski Paatos, a u SAD-u ProjeKCt Six.
Skupina je u siječnju 2007. godine najavila da će naziv idućeg albuma biti Fear of a Blank Planet te je album bio objavljen 16. travnja 2007. godine. Album se pojavio na glazbenim ljestvicama u gotovo svim europskim državama te je njegov najviši položaj na ljestvici Billboard 200 bila na 59. mjestu. Tijekom turneje iste godine sastav je nastupio u državama u kojima prethodno nikad nije bio, među kojima su bili Finska i Meksiko. Tijekom nje pojavio se i na glazbenim festivalima kao što je Voodoo Experience u New Orleansu, njemačkim festivalima Hurricane i Southside te festivalu Download u Donington Parku. Svoje prve koncerte u Australiji grupa je održala 2008. godine.
Porcupine Tree - Way Out of Here

Tekstovi pjesama na albumu bave se uobičajenim poremećajima u ponašanju ljudi u 21. stoljeću, pogotovo među mlađima, a među njima su bipolarni poremećaj, poremećaj manjka pažnje, zloupotrebljavanje droge, otuđenost i deprivacija koju uzrokuju masovni mediji. Koncept albuma nadahnuo je roman Lunar Park Breta Eastona Ellisa, a njegov naziv aludira na album Public Enemyja, Fear of a Black Planet, a oba albuma prikazuju razne sukobe koji u određeno vrijeme utječu na društvo. Wilson je napomenuo da iako je odnos između rasa bio glavni problem među mladim ljudima u vrijeme kad je bio objavljen album Public Enemyja, u 21. ga je stoljeću zamijenila opća površnost, dosada i povučenost. Na albumu su gostovali Rushev Alex Lifeson i King Crimsonov Robert Fripp.
Wilson: "Bojim se da generacija djece koja se rađa u vrijeme ove revolucije informacija, koja raste s internetom, mobitelima, iPodima, ovom kulturom preuzimanja, Američkim idolom, reality emisijama, lijekovima na recept, PlayStationima—zbog svih tih stvari ljudi zaboravljaju ono što je doista važno u životu, odnosno ne razvijaju znatiželju."
Dana 5. studenog 2007. Fear of a Blank Planet osvojio je nagradu Album godine na dodjeli nagrada časopisa Classic Rock. U prosincu 2007. nominiran je za nagradu Grammy za najbolji surround sound album, ali ga je u tome potukao Love The Beatlesa. Album je u anketi web-stranice Dutch Progressive Rock Page bio proglašen "najboljim albumom 2007. godine".
Novi EP pod imenom Nil Recurring objavljen je 17. rujna 2007. te su se na njemu nalazile neobjavljene skladbe nastale tijekom snimanja Fear of a Blank Planeta te je i na njima sudjelovao Robert Fripp. Drugi dio turneje započeo je 3. listopada 2007. i tijekom njega sastav je svirao skladbe s EP-a. Nil Recurring našao se na osmom mjestu britanske ljestvice Top 30 indie albuma. EP je 18. veljače 2008. ponovno objavio Peaceville Records.
Snimka uglavnom akustičnog nastupa koji se održao 4. listopada 2007. u trgovini Park Avenue CDs u Orlandu, Floridi bila je objavljena 18. veljače 2008. godine na CD-u  We Lost The Skyline. Naziv uratka aludira na tekst pjesme "The Sky Moves Sideways (Phase One)", kojom je počeo taj koncert. Album je na gramofonskoj ploči bio objavljen 21. ožujka 2008. godine. Iako je izvorno cijeli sastav trebao nastupiti, zbog manjka prostora u trgovini koncert su održala samo dva gitarista, Wilson i John Wesley.

#### The Incident
Grupa je otišla na kraću europsku turneju u listopadu 2008. godine kako bi snimila svoj drugi koncertni film, Anesthetize. Snimanje se održavalo od 15. do 16. listopada u koncertnoj dvorani 013 u Tilburgu, Nizozemskoj. Tijekom jednog od tih nastupa Wilson je spomenuo da je Porcupine Tree počeo raditi na novom albumu te da ga planira objaviti 2009. godine. Koncertni film objavljen je 20. svibnja 2010. na DVD-u i Blu-Rayu.
Sastav je počeo snimati svoj deseti studijski album The Incident u veljači 2009. To je potvrdila sama grupa izjavivši: "Skladanje pjesama za idući studijski album PT-a već je u tijeku. Skupina je nedavno provela dva tjedna na engleskome selu gdje je radila na novim pjesmama. Snimanje tih skladbi i tridesetpetominutnog ciklusa pjesama Stevena Wilsona započelo je tijekom veljače..." Nakon nekoliko mjeseci Wilson je komentirao da je tridesetpetominutna pjesma evoluirala u pedesetpetominutnu i tako zauzela cijeli CD.
Na službenoj web-stranici Porcupine Treeja 12. su lipnja 2009. bili navedeni detalji o novom albumu: "Album će 21. rujna diljem svijeta kao dvostruki CD objaviti Roadrunner Records. U središtu se nalazi istoimena skladba, koja zauzima cijeli prvi CD. Pedesetpetominutni uradak nadrealni je ciklus pjesama o početcima i krajevima i osjećaju da ‘nakon ovoga više ništa neće biti isto’. Producenti na albumu bili su sami članovi skupine te album zaključuju četiri zasebne skladbe koje su članovi napisali tijekom prošlog prosinca – Flicker, Bonnie the Cat, Black Dahlia i Remember Me Lover, koje se pojavljuju na zasebnom CD-u veličine EP-a, označavajući tako svoju nezavisnost od ciklusa pjesama." Album je označio najveći komercijalni uspjeh skupine do danas, našavši se na 23. mjestu britanske ljestvice albuma i unutar top 25 mjesta američke ljestvice Billboard.
Grupa je objavila još jedan koncertni album, Atlantu, u lipnju 2010. Nastup je bio snimljen 29. listopada 2007. u Roxy Theatreu u Atlanti tijekom promidžbene turneje za album Fear of a Blank Planet. Distribuirao se isključivo preko interneta, a sva je dobit bila donirana Micku Karnu kako bi mogao platiti svoje liječenje protiv raka.

### Neaktivnost i raspad (2011. – 2020.)
Nakon što je promidžbena turneja za The Incident završila 2010. godine, Wilson je ostatak te i iduće godine proveo snimajući i objavljujući svoj drugi samostalni album, Grace for Drowning, i Blackfieldov treći album, Welcome to My DNA. U početku je grupa komentirala da bi 2012. godine mogla raditi na novoj glazbi, sam je Wilson istaknuo da bi to moglo biti "početkom 2012", dok je Harrison pretpostavio da bi mogla početi s radom 2012. godine, a uradak objaviti iduće godine. Međutim, takvi su se planovi ubrzo promijenili; Wilson je izjavio da će se u budućnosti nastaviti baviti svojom samostalnom karijerom. Zbog tog je novog pristupa tijekom prve polovice 2012. godine došlo do drugog dijela promidžbene turneje za Grace for Drowning, snimanja trećeg samostalnog albuma, koji je Wilson tijekom druge polovice iste godine snimio sa svojim koncertnim sastavom i objavio ga početkom 2013., i promidžbene turneje za taj album koja je trajala većinu 2013. godine. Wilson je i dalje tvrdio da se skupina "nije raspala" i da se "nema namjeru razići", ali je dodao i da trenutno ne planira snimiti novi album. Iako je rekao da i dalje "želi da se jednom prilikom Porcupine Tree opet okupi", dodao je da ne zna u kojem bi ga glazbenom smjeru odveo jer mu je "dosta metal glazbe", a jednom njezinom članu ne sviđa se džez i zbog toga ne bi mogla biti slična ni njegovim samostalnim albumima.
U lipnju 2012. godine Wilson ponovno je istaknuo da se želi usredotočiti na svoju samostalnu karijeru te je na pitanje "...Postoji li mogućnost da će Porcupine Tree prestati postojati?" odgovorio: "Iskreno, ne znam. Trenutno mi je najvažnija samostalna karijera. Mislim o njoj više nego o bilo čemu drugome, više se usredotočujem na nju nego na bilo što drugo, uživam u njoj više nego u bilo čemu drugom..." Koncertni album od 2 CD-a, Octane Twisted, objavila je tog studenog diskografska kuća sastava, Kscope, te se na njemu nalazila koncertna snimka The Incidenta u cijelosti, sastavljena od materijala snimljenog na koncertima održanim 2010. u Riviera Theateru u Chicagu i Royal Albert Hallu. U svibnju 2013. Wilson je ponovio svoj stav o statusu skupine: "...Nije da se sastav raspao ili bilo što takvoga. I dalje bismo se mogli okupiti za godinu dana ili pet, deset godina. Doista ne mogu reći jer trenutno nema nikakvih planova." Edwinov je stav bio jednak.
Nakon što je Wilson u veljači 2013. godine objavio svoj treći studijski album, The Raven That Refused to Sing (And Other Stories), i otišao na promidžbenu turneju koja je trajala do kraja godine, uspjeh tog albuma natjerao ga je da tijekom 2014. nastavi skladati i snimati četvrti samostalni album Hand. Cannot. Erase. i objavi ga 2015.; tako je mogući rad s Porcupine Treejem odgodio do barem 2016. godine. U ožujku 2015. godine Wilson je komentirao: “Ako se Porcupine Tree ikad ponovo okupi—i, k tome, nikad nisam rekao da je to nemoguće—bit će to sporedni projekt. Sad bi svi trebali znati da mi je moja samostalna glazbena karijera najvažnija.”
Godine 2016. Wilson je iznio dva različita stava o mogućem ponovnom okupljanju. U intervjuu s Prog Magazineom u veljači te godine izjavio je da postoji "velika vjerojatnost" da će se Porcupine Tree ponovo okupiti kako bi snimio još jedan studijski album negdje u budućnosti. Međutim, kad je u kolovozu 2016. bio upitan o mogućnosti koncerta Porcupine Treeja, Wilson je odgovorio: "Čekat ćete još dugo, taj sastav više ne postoji." U kolovozu 2017. Wilson je objasnio: "Nije slučajno da su sve druge suradnje postale sekundarne sad kad je moj samostalni projekt postao popularan. Porcupine Tree nije snimio album od 2009., a No-Man od 2008. Trenutno se ne želim kreativno baviti ičim drugim što nije moj samostalni rad. Moja samostalna karijera zadovoljava moje trenutne glazbene potrebe."
U intervjuu održanom u ožujku 2018. Wilson je bio upitan kakve su šanse da Porcupine Tree opet postane aktivan. Odgovorio je: "Iskreno, rekao bih nula posto jer jednostavno nisam takva osoba. Ne idem natrag. Ne želim ići natrag. Želim ići naprijed, želim raditi različite stvari, želim raditi s različitim ljudima, želim istražiti različite vrste glazbe. Čini mi se da bi [ponovno pokretanje Porcupine Treeja] bio strašan korak unazad. Ponosim se diskografijom; ondje je, postoji, ali dovršena je, gotova." Međutim, u veljači 2021. Wilson je izjavio da bi do ponovnog okupljanja sastava ipak moglo doći u vrijeme kad se takav potez uopće ne bi očekivao.

### Ponovno okupljanje (2021. – danas)
Dana 27. listopada 2021. službeni profili Porcupine Treeja, Wilsona i Harrisona diljem društvenih mreža podijelili su kraći teaser i poveznicu na prijavu na popis e-adresa, čime su nagovijestili novi uradak. Također je objavljena stilizirana slika s natpisom "P/T C/C". Dana 1. studenoga skupina je objavila "Harridan", prvi singl u gotovo 13 godina, i izjavila je da će jedanaesti album Closure / Continuation biti objavljen 24. lipnja 2022. pod licencijom Music For Nations.

## Glazbeni stil

### Utjecaji
Neki glazbeni utjecaji Porcupine Treeja vuku podrijetlo još iz Wilsonova djetinjstva, kad su si njegovi roditelji davali poklone za Božić. Njegov je otac dobio The Dark Side of the Moon Pink Floyda, a njegova majka Love to Love You Baby Donne Summer. Oba je nosača zvuka Wilson često slušao te su utjecali na njegovo skladanje pjesama. Među ostalim poznatim utjecajima nalaze se Camel, Karlheinz Stockhausen i ABBA.
Kad je bio tinejdžer, Wilsonu se kraće vrijeme sviđao novi val britanskog heavy metala, no čim je otkrio glazbu iz 1970-ih i progresivni rock, počeo se manje zanimati za metal i više za eksperimentalnu glazbu. Tijekom 2000-ih otkrio je skupine kao što su Gojira, Sunn O))), Neurosis i Meshuggah, zbog kojih se ponovo zainteresirao za metal. "Dugo vremena nisam znao kamo su otišli svi ti kreativni glazbenici...", rekao je Wilson, "i otkrio sam da se bave ekstremnim metalom". Ubrzo nakon toga postao je producent triju albuma švedskog progresivnog death metal sastava Opeth, koji je podosta utjecao na način na koji sklada pjesme.
U skladbama skupine primjetljiv je i utjecaj krautrocka i elektroničke glazbe; Wilson je obožavatelj grupa kao što su Can, Neu!, Tangerine Dream, ali i glazbenika kao što su Squarepusher, Aphex Twin, Klaus Schulze i Conrad Schnitzler. Wilson je nekoliko puta spomenuo da mu se sviđa rad američkog glazbenika Trenta Reznora, jedinog službenog člana Nine Inch Nailsa.

### Karakteristike
Glazbu Porcupine Treeja često se opisuje melankoličnom. Wilson je spomenuo da glazbom kanalizira svoje negativne osjećaje i "egzorcira [negativne] dijelove sebe" jer mu je "lakše pisati pjesme o negativnoj nego o veseloj strani svijeta." Na koncertnom albumu Warszawa, snimljenom tijekom radijskog nastupa, prije nego što je sa sastavom odsvirao pjesmu "Stop Swimming", Wilson kaže da je "najtužnija glazba često najljepša."

Porcupine Tree skupina je koja se usredotočuje na albume, odnosno na albumima koje snima mnoge su skladbe međusobno povezane. Wilson je komentirao: 
 Na svojim se snimkama sastav koristio melotronom, bendžom, dulcimerom i gimbrijem, kao i ostalim glazbalima neuobičajenim za rock skupine.
Glazba Porcupine Treeja vrlo je teksturalna i eksperimentalna te se često mnogi žanrovi spajaju u jednoj pjesmi. Rad sastava značajan je po svojoj atmosferičnosti, kojoj uglavnom doprinose Barbierijev stil sviranja klavijatura i mogućnosti obrade zvuka, kao i Wilsonov osjećaj za kinematografiju, koji je razvio kao obožavatelj redatelja Davida Lyncha, čiji su filmovi čuveni po svojem zvukovnom sadržaju. Ovako Wilson opisuje zvuk skupine: "Vrlo je slojevita, a produkcija i aranžman vrlo su složeni i visoke kvalitete". Uz normalnu inačicu albumi Stupid Dream, Lightbulb Sun, In Absentia, Deadwing, Fear of a Blank Planet i The Incident dostupni su i u DTS (5.1 Surround Sound) miksu; ova je tehnika miksanja za sastav u kasnijem razdoblju postala uobičajena.
Koncerti skupine također su bili hvaljeni te ju je 2010. godine Music Radar stavio na četvrto mjesto popisa "30 najboljih trenutnih koncertnih izvođača diljem svijeta".
Porcupine Tree često se klasificira kao progresivni rock sastav. Iako ju mnogi slušatelji opisuju takvom, Steven Wilson nekoliko je puta u prošlosti iskazao da mu se ne sviđa izraz "progresivni" kad se njime opisuje grupu. Međutim, nedavno je komentirao da je počeo prigrljivati tu riječ jer što više vremena prolazi, ona postaje "puno širi pojam". Nekoliko je puta istaknuo da ne voli kad novinari uspoređuju Porcupine Tree s neo prog skupinama ili ga nazivaju 'novim Pink Floydom'. U intervjuu s nizozemskom web-stranicom Progressive Rock Page Wilson je komentirao: "To je vrlo uvredljivo jer insinuira život u sjeni neke druge skupine. Nikad nisam htio biti novi netko, samo sam želio biti stari ili novi Porcupine Tree."

## Nasljeđe
Porcupine Tree utjecao je na novu generaciju glazbenika i skupina. Riverside je na početku svojeg postojanja bio obožavatelj Porcupine Treeja, kao i američki Abigail's Ghost, čiji su predvodnici komentirali da je In Absentia najbolji album koji su ikada čuli. Ostali izvođači koji su uvelike bili nadahnuti skupinom bili su Parallel or 90 Degrees Andyja Tillisona, Kingfisher Sky, The Man-Eating Tree, Coshish, For All We Know (projekt Ruuda Joliea iz Within Temptationa), Gandalf's Fist i DeeExpus, koji je nastao nakon što je njegov osnivač, Andy Ditchfield, otišao na koncert Porcupine Treeja.
Anders Nyström iz švedske grupe Katatonia komentirao je da su uradci Porcupine Treeja uvelike utjecali na Katatoniju nakon njezine death metal-faze. Luc Lemay, vođa tehničkog death metal sastava Gorguts, izjavio je da mu je The Incident bilo "veliko otkriće" i da je nadahnuo njegov noviji način skladanja pjesama. Spomenuo je da je koncert na promidžbenoj turneji za taj album bio jedan od dva najvažnija na kojim je ikad bio. Elektronički producent Seven Lions komentirao je kako je skupina utjecala na njegove dubstep i drum and bass skladbe. Među ostalim glazbenicima koji su istaknuli utjecajnost Porcupine Treeja su Leprous, Steffen Kummerer iz Obscure, Between the Buried and Me, Mudvayne, Nosound, Fear My Thoughts, The Mins, Wastefall, Khors, Knight Area, Long Distance Calling, Morgion, Kyros, Signal2Noise (projekt Douga Blaira iz W.A.S.P.-a), Destrage, Thurisaz, Ahab, Sylvan, Also Eden, District Unknown, Underground Authority, Steve Vantsis, i Dial.
Uz one izvođače koji su komentirali da je Porcupine Tree direktno utjecao na njihove karijere, među ostalim glazbenicima koji su pohvalili rad skupine su Neil Peart, Alex Lifeson, Adrian Belew, Jordan Rudess, Mike Portnoy, Arjen Lucassen, Rob Swire, Haken, Øystein Brun (Borknagar), Greg Hampton, Amorphis, Consecration, Lori Lewis i Declan Burke.

## Članovi sastava
Sadašnja postava
- Steven Wilson – vokali, gitara, klavir, sintesajzer, dulcimer, bendžo, sempler, različiti instrumenti (1987. – 2010., 2021. – danas)
- Richard Barbieri – klavijature, sintesajzer, klavir i obrada zvuka (1993. – 2010., 2021. – danas)
- Gavin Harrison – bubnjevi i udaraljke (2002. – 2010., 2021. – danas)

Bivši članovi
- Chris Maitland – bubnjevi, prateći vokali (1993. – 2002.)
- Colin Edwin – bas-gitara, kontrabas (1993. – 2010.)

Koncertni članovi
- John Wesley – gitara, prateći vokali (2002. – 2010.)

## Diskografija
Studijski albumi
- On the Sunday of Life... (1992.)
- Up the Downstair (1993.)
- The Sky Moves Sideways (1995.)
- Signify (1996.)
- Stupid Dream (1999.)
- Lightbulb Sun (2000.)
- In Absentia (2002.)
- Deadwing (2005.)
- Fear of a Blank Planet (2007.)
- The Incident (2009.)
- Closure / Continuation (2022.)

## Vanjske poveznice

### Sestrinski projekti
|  | Zajednički poslužitelj ima još gradiva o temi Porcupine Tree |

### Mrežna mjesta
- Službena stranica